# Sulphide Creek Falls
Sulphide Creek Falls je vysoký, středně rychlý vodopád v národním parku Severní Kaskády v americkém státě Washington. Vodopády proudí ze Sulfidového jezera na jihovýchodní straně hory Mount Shuksan úzkým horským kaňonem do široké kotliny. Díky úzkému a kroutivému tvaru kaňonu je obtížné zpozorovat vodopád ze země. Celková výška vodopádu je zhruba 660 metrů, ale nikdo ji ještě přesně nezměřil. Pěší přístup k vodopádu zahrnuje čtyřkilometrovou chůzi v extrémně křovinatém terénu s nebezpečnými brody přes vodní toky.

## Další vodopády
Na druhé straně údolí se nachází další vodopád, který by neměl být zaměněn s tímto. Jeho jméno je Sulphide Valley Falls a jeho vody se střetávají s vodami Sulphide Creek Falls na úpatí vodopádu, o kterém tento článek pojednává. Tento vodopád je daleko lépe viditelný, ale je jen asi poloviční výšky. Nad Sulfidovým jezerem se nachází dalších 300 metrů vodopádu, který se nazývá Sulphide Basin Falls a proudí ze Sulfidového a Křišťálového ledovce, které jsou hlavním pramenem Sulphide Creeku. Vodopád je geograficky oddělen od Sulphide Creek Falls, se kterým by neměl být zaměňován, což se často díky jejich blízkosti a umístění na stejném toku stává.

## Přístup
K vodopádu nevede žádná stezka, tou nejbližší je Baker River Trail, která běží souběžně s řekou Baker, do které Sulphide Creek proudí. Tato stezka překračuje Sulphide Creek při ústí dvou toků. Od tohoto místa se musí postupovat proti proudu Sulphide Creeku až do vzdálenosti 1,6 km od vodopádu. Další přístup je nemožný, jelikož potenciální cestu blokuje silný lavinový ohon.